# Курбанбаев, Мурат Избергенович
Мурат Избергенович Курбанбаев (каз. Мұрат Ізбергенұлы Құрбанбаев; род. 10 сентября 1950, Мангистауский район, Гурьевская область, Казахская ССР) — казахстанский общественный деятель, ветеран нефтегазовой отрасли, генеральный директор АО «КазНИПИмунайгаз» (2010—2019).

## Биография
Мурат Избергенович родился в 1950 году в селе Жармыш Мангистауского района Мангистауской области. Происходи из подрода кунанорыс рода адай племени байулы.
В 1972 году окончил Казахский государственный политехнический институт им. В.И. Ленина по специальности «Технология и комплексная механизация разработки нефтяных и газовых месторождений», квалификация — горный инженер.
В 2001 году окончил экономический факультет Казахской государственной академии управления по специальности экономист — финансист.

### Трудовая деятельность
С 1973 по 1992 годы — Оператор, мастер, начальник смены, заместитель начальника, старший технолог, старший инженер, начальник нефтепромысла и цеха ПРС и КРС, начальник ПО, заместитель начальника по производству НГДУ «Узеньнефть» ПО «Мангышлакнефть».
С 1992 по 1994 годы — Начальник Управления добычи углеводородного сырья, заместитель начальника ГУ по добыче нефти и газа Министерства энергетики и топливных ресурсов Республики Казахстан.
С 1994 по 1995 годы — Начальник отдела по добыче нефти и газа Министерства нефтяной и газовой промышленности Республики Казахстан.
С 1995 по 1996 годы — Главный инженер, Первый заместитель Генерального директора ПО «Узеньнефть».
С 1996 по 1999 годы — Директор группы УППР, Вице-Президент по экономическим вопросам ОАО «Узеньмунайгаз».
С 1999 по 2001 годы — Президент ОАО «Узеньмунайгаз».
С 2001 по 2002 годы — Технический директор ОАО «Мангистаумунайгаз».
С 2002 по 2008 годы — Президент ОАО «Озенмунайгаз», Директор ПФ «Озеньмунайгаз» АО «РД «КазМунайГаз».
С 2008 по 2009 годы — Технический директор АО «Мангистаумунайгаз».
С 2009 года — Генеральный директор АО «Мангистаумунайгаз».
С январь 2009 по апрель 2019 годы — Генеральный директор АО Казахский научно-исследовательский и проектный институт нефти и газа.
С 1999 года — Депутат Мангистауского областного маслихата.

## Награды
- Орден «Барыс» 1 степени за особые заслуги в нефтегазовой отрасли в честь 120-летия казахстанской нефти из рук президента РК Касым-Жомарта Токаева (5 сентября 2019 года)[2][3]
- Орден Парасат (12 декабря 2007 года)[4]
- Орден Курмет (5 сентября 1999 года) за доблестный труд в честь 100-летия казахстанской нефти.
- Серебряная медаль ВДНХ СССР
- Почётный диплом Президента Республики Казахстан за благотворительную и спонсорскую деятельность в культурной и гуманитарной сферах в 2000 году (31 января 2001 года)[5]
- Награждён Почетной грамотой Республики Казахстан и несколькими государственными правительственными медалями и др.
- Почётный гражданин Тупкараганского района Мангистауской области (18 февраля 2008 года)[6]
- Почётный профессор Казахского национального технического университета имени Каныша Сатпаева.
- Почётный гражданин города Жанаозен (2000 года) за заслуги в социально-экономическом развитии города.[7]
- Золотая медаль «100 лет Казахстанской нефти» (5 сентября 1999 года)
- Золотая медаль «120 лет Казахстанской нефти» (5 сентября 2019 года).